# 八千代市立村上小学校
八千代市立村上小学校（やちよしりつ むらかみしょうがっこう）は、千葉県八千代市村上にある公立小学校。 略して「村上小」「村小」と呼ばれる。

## 学校教育目標
- 学校教育目標
  - ともに手をとり前進する児童の育成

## 沿革

### 年表
- 1873年（明治6年）- 前年に公布された学制（明治5年太政官布告第214号）により正覚院 (八千代市)を仮校舎として発足する。その後、現在の八千代市村上1170-2(現八千代市立郷土博物館の場所)に校舎を建設し移転。
- 1887年（明治20年）- 前年に公布された小学校令（第1次）により校名を村上尋常小学校と改める。
- 1941年（昭和16年）4月-  国民学校令により、名称を村上国民学校とする。
- 1947年（昭和22年）4月-  学制改革により、村上小学校となる。
- 1976年（昭和51年）-  村上団地の造成に伴い鉄筋コンクリート3階建て（本校舎）および4階建て（北校舎）の校舎を現在地に建設し移転。

## 校歌
- 作詞: 伊藤公平
- 作曲: 寺内昭

## 年間行事
- 4月
  - 第1学期始業式・着任式
  - 入学式
  - 学級懇談会
  - PTA総会
  - 1年生 防犯教室
  - 1年生を迎える会
  - 全校遠足
  - 授業参観・引き渡し訓練
- 5月
  - 避難訓練
  - 1年生 歩き方教室
  - 春季大運動会
  - ミニバス壮行会
  - 八千代市ミニバスケットボール東部地区大会
  - 4年生 自転車教室
  - プール清掃
- 6月
  - プール開き
  - 4年生 消防署見学
  - 6年生 少年自然の家宿泊学習
  - 2年生 校外学習
  - 3年生 校外学習
  - 5年生 少年自然の家宿泊学習
- 7月
  - 4年生 校外学習
  - 個人面談
  - 少年少女ミニバス大会
- 8月
  - 夏休み
- 9月
  - 第2学期始業式
  - 全校除草作業
  - 校内科学工夫作品展
  - 1年生 校外学習
  - 6年生 修学旅行
- 10月
  - 4年生 少年自然の家宿泊学習
  - 1日授業参観・懇談会
  - 2年生 交通安全教室
  - 総体壮行会
  - 八千代市総合体育祭東部地区大会
- 11月
  - 小中学校音楽会壮行会
  - 小中学校音楽会（吹奏楽部）
  - 就学時健康診断診
  - 算数科公開研究会
  - 校内音楽会・音楽発表会
- 12月
  - 個人面談
  - 吹奏楽部定期演奏会
  - 冬休み
- 1月
  - 第3学期始業式
  - 校内席書会
  - 席書会作品展示
  - 避難訓練
  - 児童集会
  - 5年 校外学習
- 2月
  - 授業参観・懇談会
  - ミニバス市民大会
  - 6年生 校外学習
  - 6年生を送る会
- 3月
  - 卒業証書授与式
  - 修了式
  - 離任式

## 通学区域
- 八千代市

## 進学先中学校
- 八千代市立村上中学校

## 学区 / 校区内の主な施設
- 八千代市立郷土博物館
- 八千代市役所村上支所
- 村上公民館・村上児童会館・学童保育所
- すくすく文庫
- 村上給水場

## 交通
- 東葉高速線村上駅より徒歩7分
- 京成電鉄本線勝田台駅より徒歩20分
- 東洋バス勝田台駅南口発・米本団地線　バス停「市営住宅前」より徒歩5分
- 東洋バス勝田台駅北口発・村上団地線　バス停「村上団地入口」より徒歩7分

## 近隣の学校
- 八千代市立村上中学校
- 八千代市立村上北小学校
- 八千代市立村上東小学校
- 八千代市立村上東中学校

## 関連事項
- 千葉県小学校一覧